# Fort Pinssen

Kaart van het beleg van Bergen op Zoom in 1622 met Fort "Pinsen"

Fort Pinssen was een 17e-eeuws fort dat onderdeel was van de West-Brabantse waterlinie, de aaneengeschakelde reeks van forten, loopgraven en inundatiegebieden tussen Bergen op Zoom en Steenbergen.

## Geschiedenis
Het fort werd in 1628(?, zie kaart) gebouwd tussen de De Roovere en Moermont met als doel een gat in de inundatievlakte rond Halsteren te dichten. In 1816 werd het fort buiten gebruik gesteld en na verloop van tijd overwoekerd, hoewel het vanuit de lucht nog steeds herkenbaar is.